# Stiefvater
Ein Stiefvater (von mhd. stief, von ahd. stiof, von germ. *steupa, *steupaz, gestutzt, Stief, ähnlich dem idg. *steup-, stoßen, schlagen, Stock, Stumpf) ist ein Mann, der die Stelle des Vaters einnimmt, ohne der leibliche Vater des Kindes zu sein. Im traditionellen Sinne des Begriffs ist der Stiefvater entweder mit der leiblichen Mutter verheiratet oder der Pflegevater des Kindes.
Etwa seit Ende des 20. Jahrhunderts wird ein Mann auch als Stiefvater bezeichnet, wenn er väterliche Pflichten für das Kind übernimmt (vgl. Soziale Elternschaft), ohne mit der Mutter verheiratet zu sein.
Als Adoptivvater nimmt er auch die Rolle des rechtlichen Vaters ein.
Seltener und mit eher humorigem Unterton wird der Begriff Beutevater verwendet, der sich wohl darauf bezieht, dass ein Kind bei Eroberung seiner Mutter durch den angehenden Stiefvater zu dessen Beute gehört.